# 岡崎慎司
岡崎慎司（日语：／ Okazaki Shinji */?，1986年4月16日—），日本足球運動員，司職前鋒，日本國家足球隊成員，退役前效力的是比甲球隊聖圖爾登。

## 俱樂部生涯

### 早期生涯
1986年4月16日，冈崎慎司出生于日本兵库县宝塚市。在哥哥的引导下，冈崎慎司在小学二年级时开始接触足球，并就此把这项运动当作自己的第一兴趣。升上初中后，冈崎顺利入选宝塚市少年队，并在初中毕业后进入足球传统学校——滝川第二高校。16岁时作为高中一年级学生的冈崎慎司，首次出战全国高校足球选手权大会跟随校队一同闯入4强。随后两年，冈崎慎司晋升为队长，其球队不仅在兵库县胜出，也再度染指全国大赛四强。

### 清水心跳
2005年，冈崎慎司高中毕业后，便与日职联赛球队清水心跳签订了职业合同。2006年1月1日，冈崎慎司在第85回天皇杯全日本足球选手权大会决赛中首次代表球队首发出场。在2005年12月，他在对阵广岛三箭的比赛中以替补身份完成首场日职比赛。2007年4月15日，他在对阵川崎前锋的赛事中打进首个职业生涯的进球。冈崎慎司以13场上阵打进3球完成2007年日本职业足球联赛。
冈崎慎司在2008年日本职业足球联赛上阵27场打进10球。在日本联赛杯决赛代表球队上阵，但球队最终0:2不敌大分三神。
2010年赛季，日职联赛第2轮清水心跳对阵山形山神，冈崎在下半场尾声被对手用手肘击中脸部，致其门牙根部断裂。本赛季冈崎出战联赛31场并收获13个进球。

### 史特加

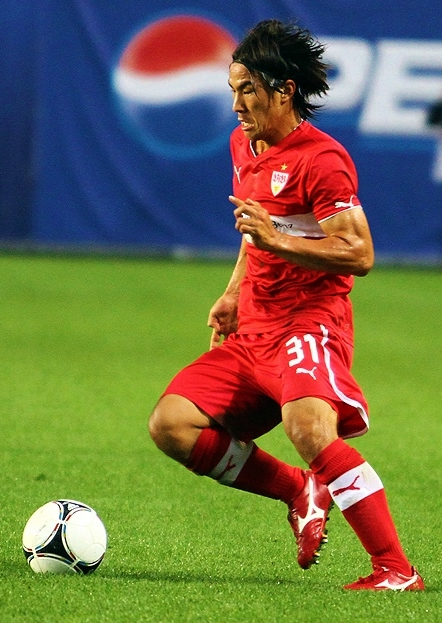

2011年1月30日，冈崎慎司转会至处于德甲联赛球队斯图加特足球俱乐部，双方签署了一份到2014年的工作合同，冈崎慎司身披31号球衣征战德甲联赛。在欧联对阵本菲加的比赛中完成自己在球队的首秀。2月20日，在德甲第23轮斯图加特对阵勒沃库森的比赛中，冈崎完成了在德甲赛场的首次登场。5月6日，冈崎在德甲联赛最后一轮与漢諾威96的比赛中取得进球，帮助球队取胜并成功保级。
冈崎慎司在2011年至2012年德甲联赛首场对沙尔克04的比赛中在下半场替补上阵，他在上场时球队已经领先2:0而冈崎慎司在90分钟打进一个远距离的进球，协助球队以3:0大胜对手。2012年2月19日，冈崎慎司在史特加对阵漢諾威96的德甲联赛赛事中打进一球倒挂进球并被获选为每月最佳进球。是继奥寺康彦在1978年4月以后，冈崎是第二名在德国获得此奖项的日本球员。
冈崎慎司在2012至2013年赛季表现差劣，只在德甲联赛打进一球。然而，他在欧联对阵布加勒斯特星的比赛中打进自己欧联赛场上第一个进球。

### 美因茨
2013年6月25日，冈崎慎司转会至处于德甲联赛的美因茨05足球俱乐部，双方签署了一份直到2016年6月30日的合同，转会费150万欧元。8月3日，冈崎在德国杯第一轮中首发出战，完成了加盟美因茨后的首秀。
在2013年至2014年德甲联赛揭幕战对阵史特加的比赛中代表球队攻入首球，协助球队以3:2击败对手。10月26日，美因茨主场迎战不伦瑞克，冈崎分别在第8分钟和第78分钟取得进球，首次在德甲赛场上演梅开二度。12月21日，德甲第17轮美因茨对阵汉堡，冈崎取得2球1助攻。4月26日，冈崎在对阵纽伦堡的比赛中取得进球，累计贡献14个联赛进球，刷新了香川真司在多特蒙德取得的德甲日本选手单赛季最多进球纪录。
2014-15赛季德甲联赛揭幕战，美因茨对阵帕德博恩，冈崎首发出场并取得进球。9月13日，德甲联赛第3轮，冈崎在对阵柏林赫塔的比赛中取得2个进球，以赛季第28个进球刷新了奥寺康彦创造的日本选手德甲球队累计进球纪录。
据《体育图片报》的消息，英超豪门切尔西对冈崎慎司甚感兴趣。除此之外，还有其他一些英超俱乐部，以及德甲的多特蒙德，都希望得到这名29岁的日本球员。

### 李斯特城
2015年6月27日，冈崎慎司以1000万欧元的转会费加盟英超联赛球队莱斯特城足球俱乐部，签约4年。冈崎慎司也成为了英超历史上第7名日本球员。8月8日，2015-16年赛季英超揭幕战莱斯特城对阵桑德兰的比赛中，冈崎首次代表球队首发出场。8月15日，在英超第二轮对阵西汉姆联的比赛中，冈崎取得个人在英超联赛的首个进球。
在2015年12月19日，冈崎慎司在球队作客葛迪逊公园球场3:2击败埃弗顿的比赛中打进制胜一球，确保 莱斯特城在圣诞节登上联赛榜榜首。
2016年1月10日，冈崎慎司在英格兰足总杯作客白鹿巷球场对阵热刺的赛事中打进在李斯特城第二个进球，但球队在90分钟被哈里·凯恩的十二码逼平另需重赛。
2016年3月14日，英超第30轮，莱斯特城主场迎战纽卡素联，第25分钟，莱斯特城任意球开到禁区，瓦尔迪远点头球摆渡，冈崎慎司小禁区内倒钩破门，帮助球队1-0最终取胜。带领球队处于英超榜首并有5分优势，及后协助球队在英超取得连番胜利，继续保持榜首领先的优势。5月3日，莱斯特城提前2轮夺得俱乐部历史上首个英格兰足球超级联赛冠军，冈崎成为继朴智星、香川真司之后第3位加冕英超桂冠的亚洲球员。
2019年5月12日，莱斯特城对阵切尔西，冈崎慎司完成告别战，正式结束4年的“狐狸”生涯。

### 馬拉加
西乙球队马拉加於2019年7月30日宣布，球队以自由球员形式签下冈崎慎司，並签订了为期四年的合约。
加盟球队仅四周，冈崎慎司便與球隊解约。根据日本媒体报导，冈崎慎司解约是由于马拉加薪资已经达到上限，所以未能成功注册，解约后他可以加盟其他球队。

### 韋斯卡
2019年9月4日，西乙球队韦斯卡通过官方网站宣布，此前效力莱斯特城的日本前锋冈崎慎司将以自由转会的形式加盟。
西乙第8轮，冈崎慎司在西乙对阵赫罗纳完成一记凌空侧身爆射破门，这是他第1粒西乙进球，帮助韦斯卡1-0取胜。
冈崎慎司在本赛季的西乙联赛出场37次，打进12球，此外他还在国王杯出场1次，他帮助韦斯卡拿到了联赛冠军和升级资格。其後更与韦斯卡续约一年，他将跟随球队出战新赛季的西甲联赛。

### 卡塔赫纳
2021年8月31日，西乙卡塔赫纳宣布，与日本前锋冈崎慎司达成协议，球员将效力球队至本赛季末。
在西乙联赛皇家奥维耶多2:0卡塔赫纳的比赛中，35岁的冈崎慎司第68分钟替补出场，完成了他代表卡塔赫纳的首秀。

### 聖圖爾登
2022年8月19日，比甲球队圣图尔登官方宣布，前日本国脚冈崎慎司以自由球员身份加盟球队，球员将身披30号球衣。
9月17日，比甲第9轮，圣图尔登3:0华雷根。冈崎慎司首发并打满全场。第50分钟冈崎慎司接队友阿布巴卡里·科伊塔打入1球。这是冈崎慎司本赛季的首球。
2023-2024賽季結束後，冈崎慎司退役。

## 國家隊生涯
2008年8月，冈崎慎司代表日本国奥队完成在中国举办的2008年北京奥运会。10月9日，冈崎慎司在日本与阿联酋的友谊赛中首次代表日本国家队出场。
2009年1月20日，冈崎慎司在日本与也门的2011年亚洲杯预选赛中打进一球，这也是冈崎慎司在日本国家队的首粒进球。10月8日，日本队在亚洲杯预选赛中对阵香港，冈崎慎司上演帽子戏法。10月14日，在日本与多哥的友谊赛中，冈崎慎司再次上演帽子戏法。2009年在国家队的15个高效进球被IFFHS选为当年世界最佳射手。

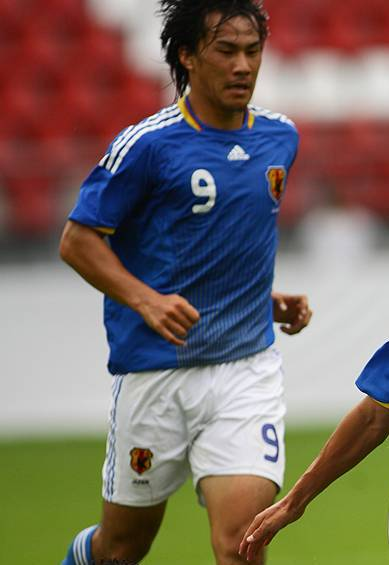

冈崎慎司在2010年世界杯的四场赛事中都以替补身份上场。他在2010年世界杯决赛周E组最后一轮的赛事中打进一球，协助日本以3:1击败丹麦，也协助日本进入16强淘汰赛。
2010年10月8日，冈崎慎司在日本1:0击败阿根廷的友谊赛中打进全场唯一进球这也是日本在历史上首次击败这支1978年世界杯和1986年世界杯的世界冠军。
在2011年亚洲杯比赛中，冈崎慎司随队夺冠，并在小组赛与沙特阿拉伯的比赛中上演了帽子戏法。
岡崎慎司在2011年亞洲杯足球賽決賽周B組以5:0大勝沙特阿拉伯的比賽中完成在國家隊的第三次帽子戲法。
在2013年联合会杯中，日本队在小组赛中三战全败小组垫底，冈崎慎司在小组赛3场比赛中打进2粒进球1个助攻。
2014年6月，冈崎慎司入选日本国家足球队参加2014年世界杯的23人大名单。在小组赛第三轮1:4不敌哥伦比亚的比赛中，他在上半场第45分钟头球破门为日本队打进全场唯一进球。
冈崎慎司入选日本国家足球队参加2015年亚洲杯的23人大名单，在小组赛4:0大胜巴勒斯坦的比赛中打进一球。
2016年3月29日，在2018年世界杯亚洲区第二轮预选赛日本对阵叙利亚的比赛中，冈崎首发出场，完成了个人在日本国家队的第100场国际A级比赛出场。

## 個人生活
冈崎慎司的母亲富美代是原网球运动员，曾代表高中校队获得“全国高等学校综合体育大会”团体赛冠军。哥哥冈崎嵩弘也是一名足球运动员，小学4年级开始接触足球运动，高中时期与冈崎慎司同是滝川第二高校校队的主力球员，大学毕业后效力于巴拉圭的一个足球俱乐部。
2007年，冈崎慎司经朋友介绍与梦美相识。2008年7月，冈崎慎司与梦美结婚。2009年1月4日，两人的第一个孩子诞生。2011年1月，两人的第二个孩子诞生。

## 獎項

### 球會
萊斯特城
- 英格蘭足球超級聯賽冠軍 : 2015-16[23]

韋斯卡
- 西班牙乙組足球聯賽冠軍 : 2019-20[24]

### 國家隊
日本
- 亞洲杯冠軍 : 2011

### 個人
- 日職聯賽年度最佳陣容：2009年
- 國際足球歷史和統計聯合會世界最佳頂級射手：2009年[25]
- 亞洲足球先生：2016年
- 亞洲金球奬 ：2016年
- 英超里程碑獎：100次上陣紀錄[26]

## 外部連結
- 岡崎慎司 – FIFA國際賽競賽紀錄 (存檔)
- 岡崎慎司在 National-Football-Teams.com 上的出场纪录
- 岡崎慎司的Instagram帳戶
- 岡崎慎司的X（前Twitter）
- 冈崎慎司在斯圖加特的官方網站